# Cycas rumphii
Cycas rumphii  oder Rumpfs Sagopalmfarn ist eine Pflanzenart in der Gattung der Sagopalmfarne (Cycas), der einzigen Gattung in der Familie der Cycadaceae.
Die Art ist nach dem deutschstämmigen Niederländer Georg Eberhard Rumpf (1628–1702) benannt.

## Beschreibung
Typisch sind die fiedrigen Blattwedel, die Farnwedeln ähnlich sehen. Anders als Palmwedel sind die Wedel bei den Palmfarnen aber gabelnervig (dichotom). Anfangs sind die Wedel, den Farnen ähnlich, eingerollt. Es werden auch Niederblätter, abwechselnd mit den Blattwedeln, gebildet. Am Stamm werden die Blätter schraubig gebildet. Meistens bildet sich ein Kranz von neuen Blättern gleichzeitig, meistens einmal pro Jahr, je älter die Pflanze, umso mehr neue Blätter pro Jahr. Meistens sind die Stämme unverzweigt.
Wie bei allen Arten der Familie der Cycadaceae, haben nur die männlichen Pflanzen zapfenförmige Blütenstände (Sporophyllstände). Die weiblichen Pflanzen haben umgeformte (fertile) Blätter, die in einem Kranz an der Spitze der Pflanze abwechselnd mit den Laubblättern gebildet werden – an den Rändern dieser fertilen Blätter (Sporophylle) stehen einzelne Samenanlagen. Nach der Befruchtung bilden sich dann die Samen am Rand dieser fertilen Blätter, die es in ähnlicher Form auch bei den Farnen gibt.
Die Chromosomenzahl beträgt 2n = 22.

## Verbreitung

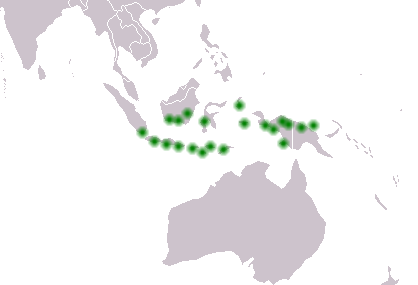
Verbreitungskarte von Cycas rumphii

Beheimatet ist die Art hauptsächlich auf den Molukken und kommt auch in Malaysia, im östlichen Indonesien, in Neuguinea, im südlichen Borneo und im nordöstlichen Java vor. In Kultur ist sie in einigen tropischen Ländern, zum Beispiel in Vorderindien, Guam, Fidschi, Neukaledonien, Salomonen und China zu finden.

## Nutzung
Die Art wird vom Menschen als sogenannter falscher Sago, wie auch die Arten Cycas circinalis und Cycas revoluta, genutzt. Im Stamm auch dieses Sagopalmfarnes ist viel Stärke enthalten.

## Bilder

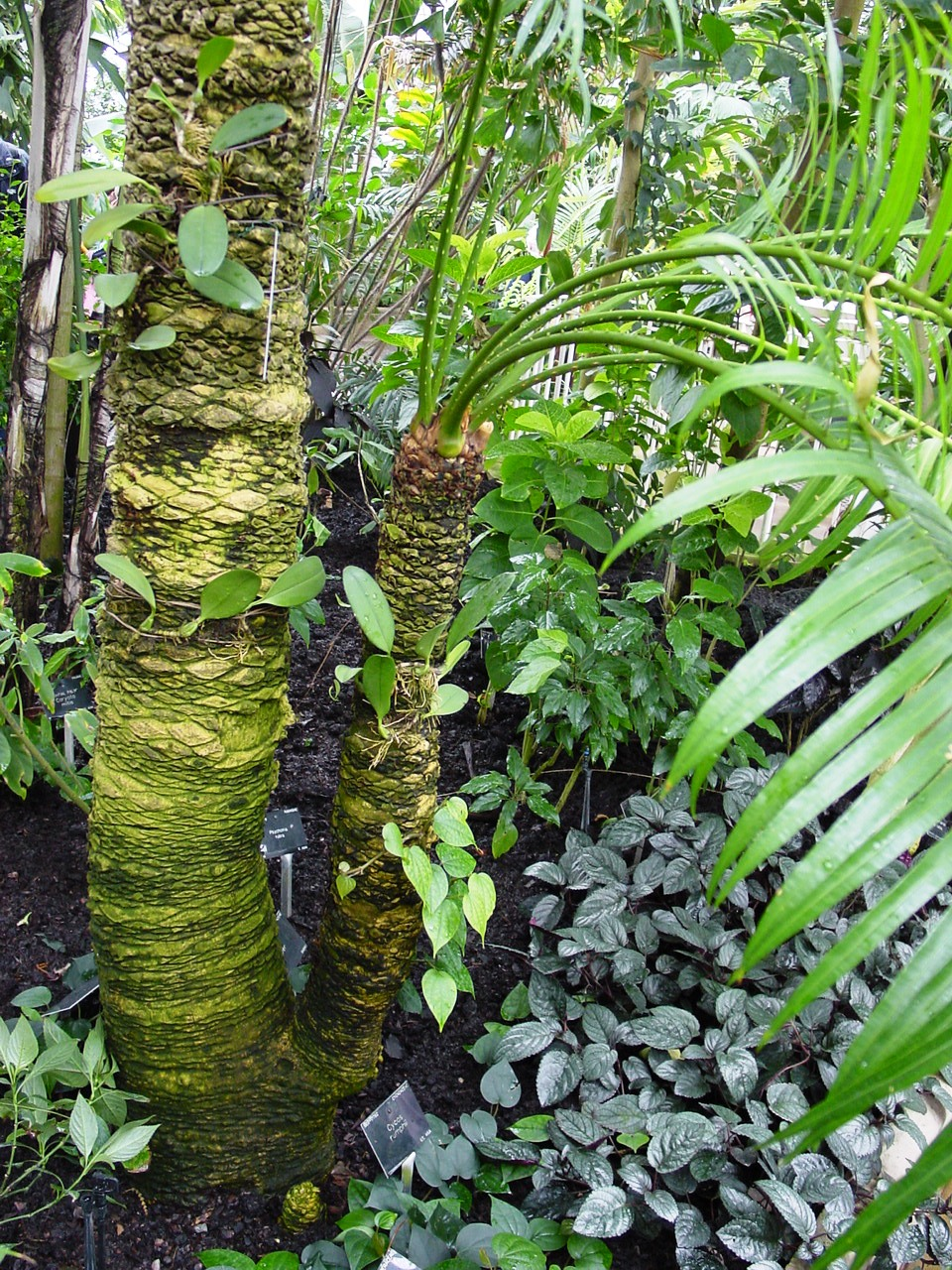
Habitus
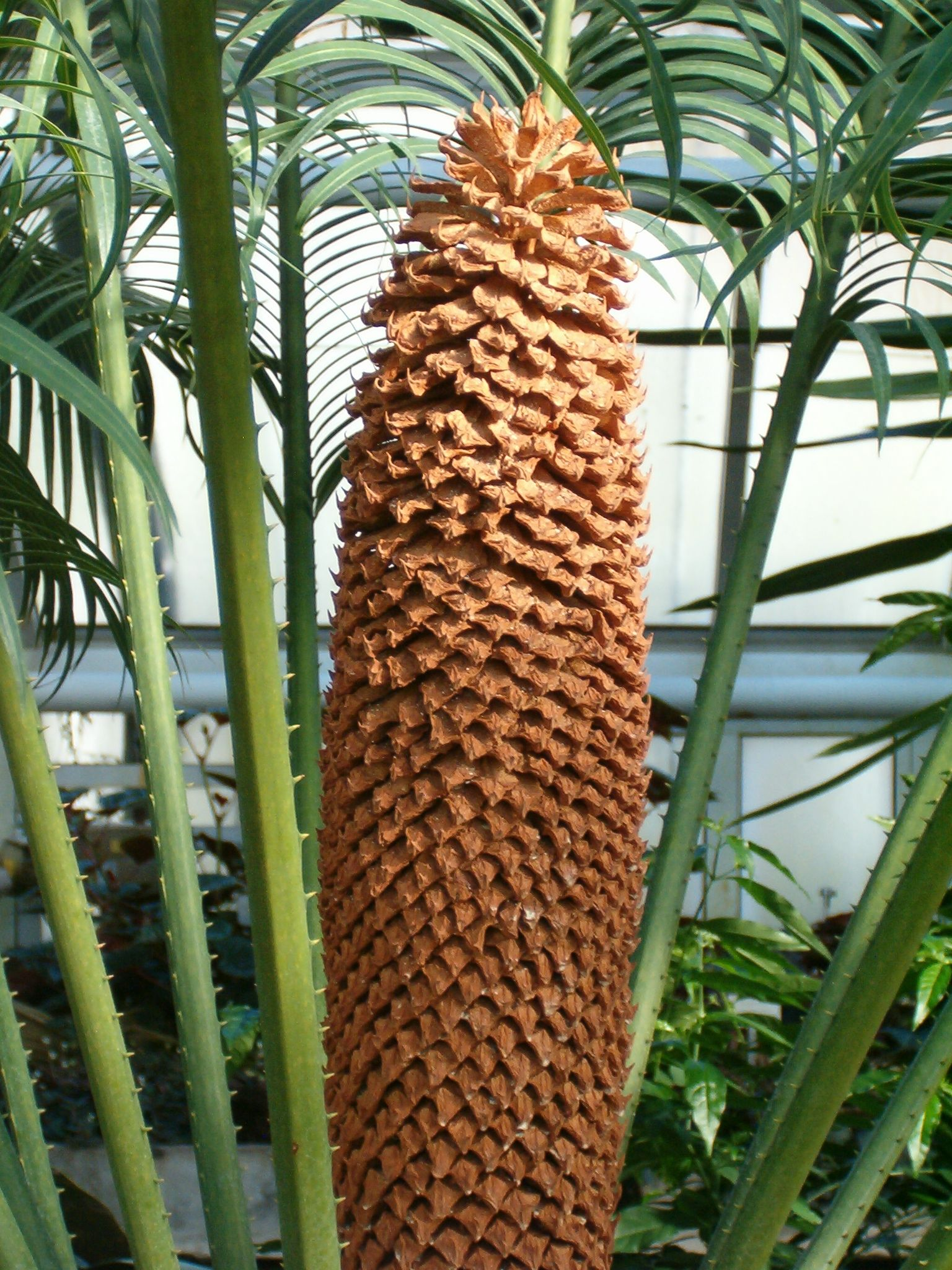
Männliche Pflanze mit Zapfen
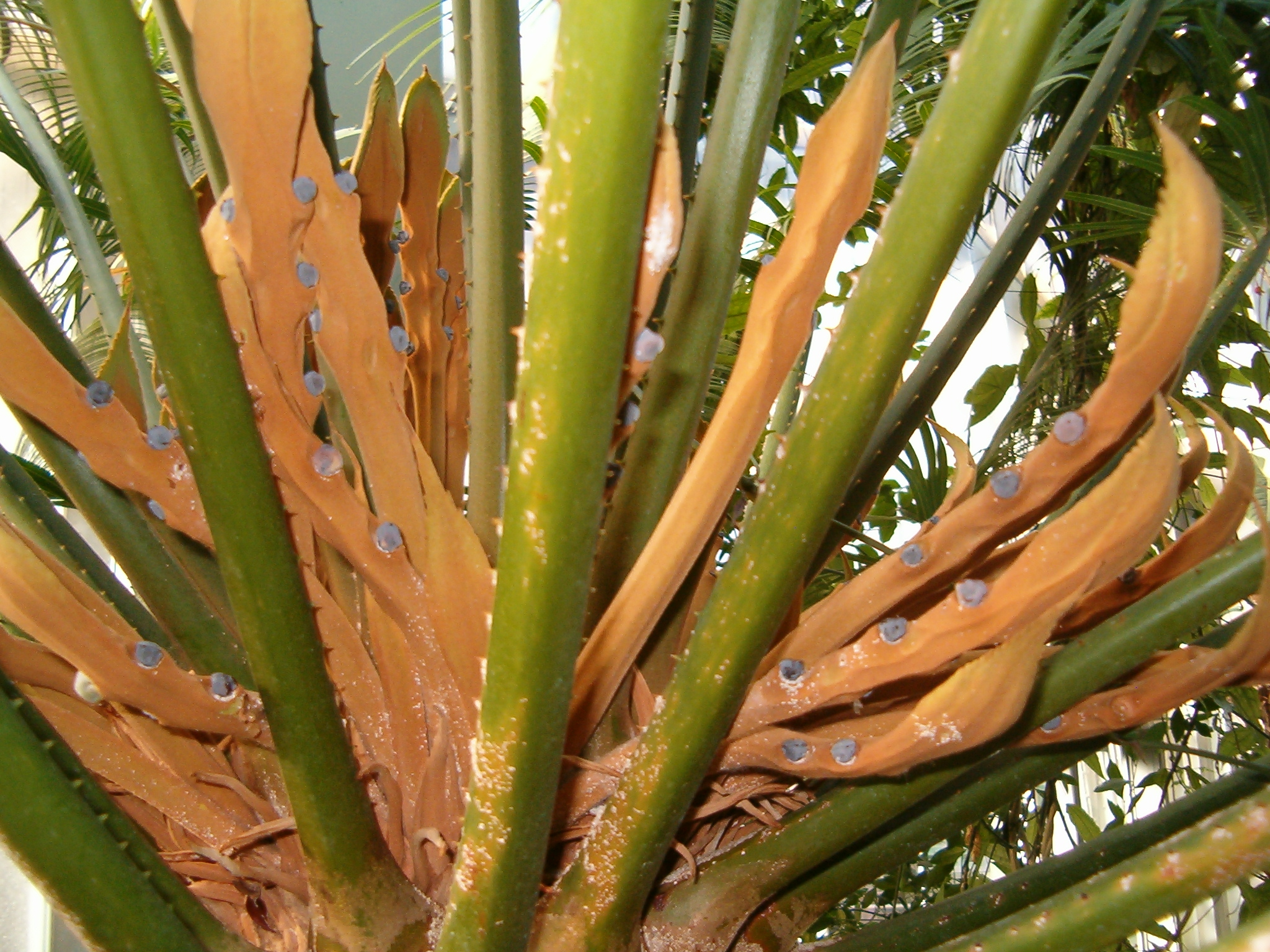
Weibliche Pflanze mit Sporophyllen.
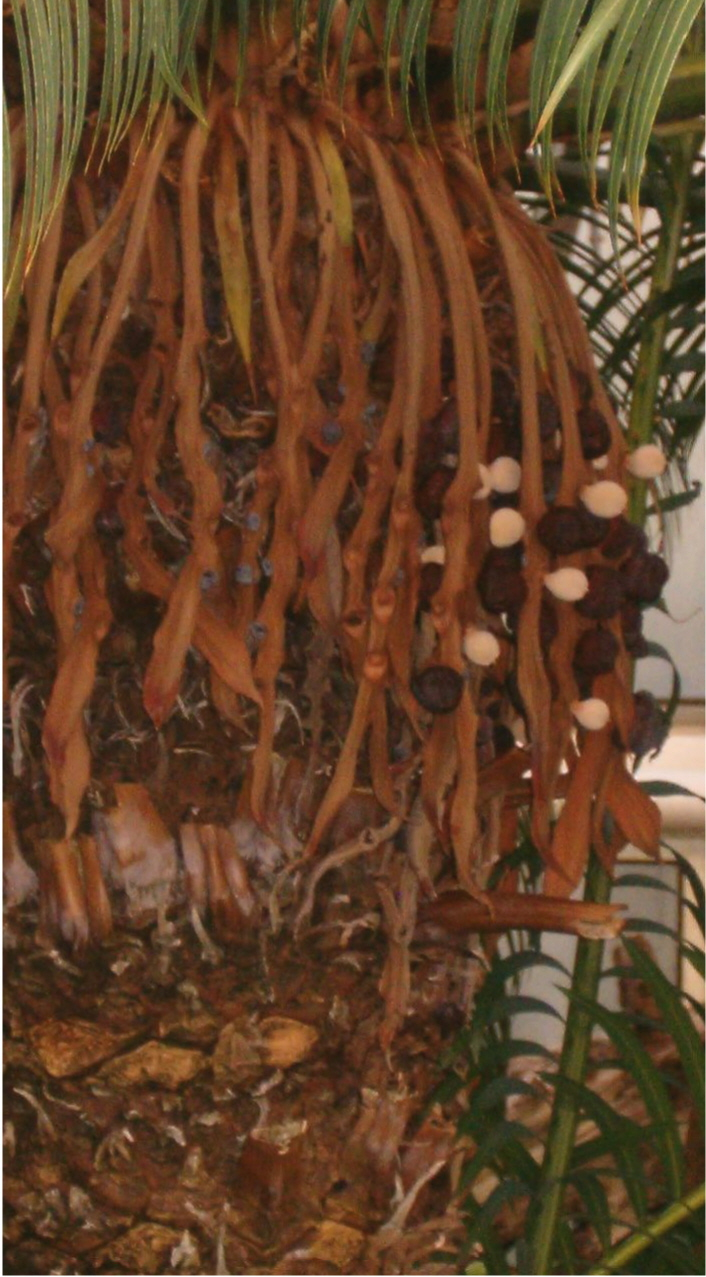
Samen